# Monestir de les Coves de Kíiv
El Monestir de les Coves de Kíiv (nom original (ucraïnès): Ки́єво-Пече́рська ла́вра, transcrit Kíevo-Petxerska lavra; nom en rus: Ки́ево-Пече́рская ла́вра, Kíevo-Petxérskaia lavra) és un històric monestir cristià ortodox de Kíiv, Ucraïna. Des de la fundació, com a monestir excavat a la roca el 1015, la Lavra sempre va ser un centre per excel·lència de l'església ortodoxa a Europa, juntament amb la Catedral de Santa Sofia, que s'inscriu com a Patrimoni de la Humanitat per la UNESCO. Va ser nomenada una de les set meravelles d'Ucraïna el 21 d'agost del 2007.
Fins a final de 2022, la jurisdicció sobre el lloc es va dividir entre el museu de l'Estat, la Reserva Nacional Historicocultural del Monestir de les Coves de Kíiv i l'Església Ortodoxa Ucraïnesa (Patriarcat de Moscou) (EOU-PM). El govern ucraïnès no va renovar l'autorització per deu anys de 2013, i a partir de gener de 2023 la jurisdicció va passar completament a l'estat, que va atorgar permís d'ús per a determinats serveis litúrgics de Nadal a l'Església Ortodoxa d'Ucraïna. Finalment es va fixar el 29 de març de 2023 com a data màxima per tal que l'EOU-PM abandonés el lloc, i així fou a nivell institucional, tot i que alguns monjos a títol individual es van negar a anar-se'n.

## Etimologia i altres noms
La paraula petxera significa cova. La paraula lavra s'utilitza per a descriure els monestirs d'alt rang d'homes entre els monjos de l'Església ortodoxa Oriental. Per tant, el nom del monestir es pot traduir com a Monestir de la Cova de Kíiv o Monestir de les Coves de Kíiv.
El nom oficial d'aquest conjunt a la pàgina de la UNESCO en anglès i en francès és Kiev-Pechersk Lavra i la laure de Kievo-Petchersk. En tots dos casos, el nom original ha perdut la a final de la forma femenina de l'adjectiu petxerska (de la cova o de les coves), que descriu el substantiu femení lavra (monestir), potser per referència al districte històric de Kíiv anomenat Petxersk (Печерськ), precisament en honor de la Lavra en qüestió. En català, podem dir conjunt monàstic de Kýievo-Petxerska Lavra, conjunt monàstic de Kíiv-Petxersk, o traduir-ho directament com Monestir de les Coves de Kíiv.

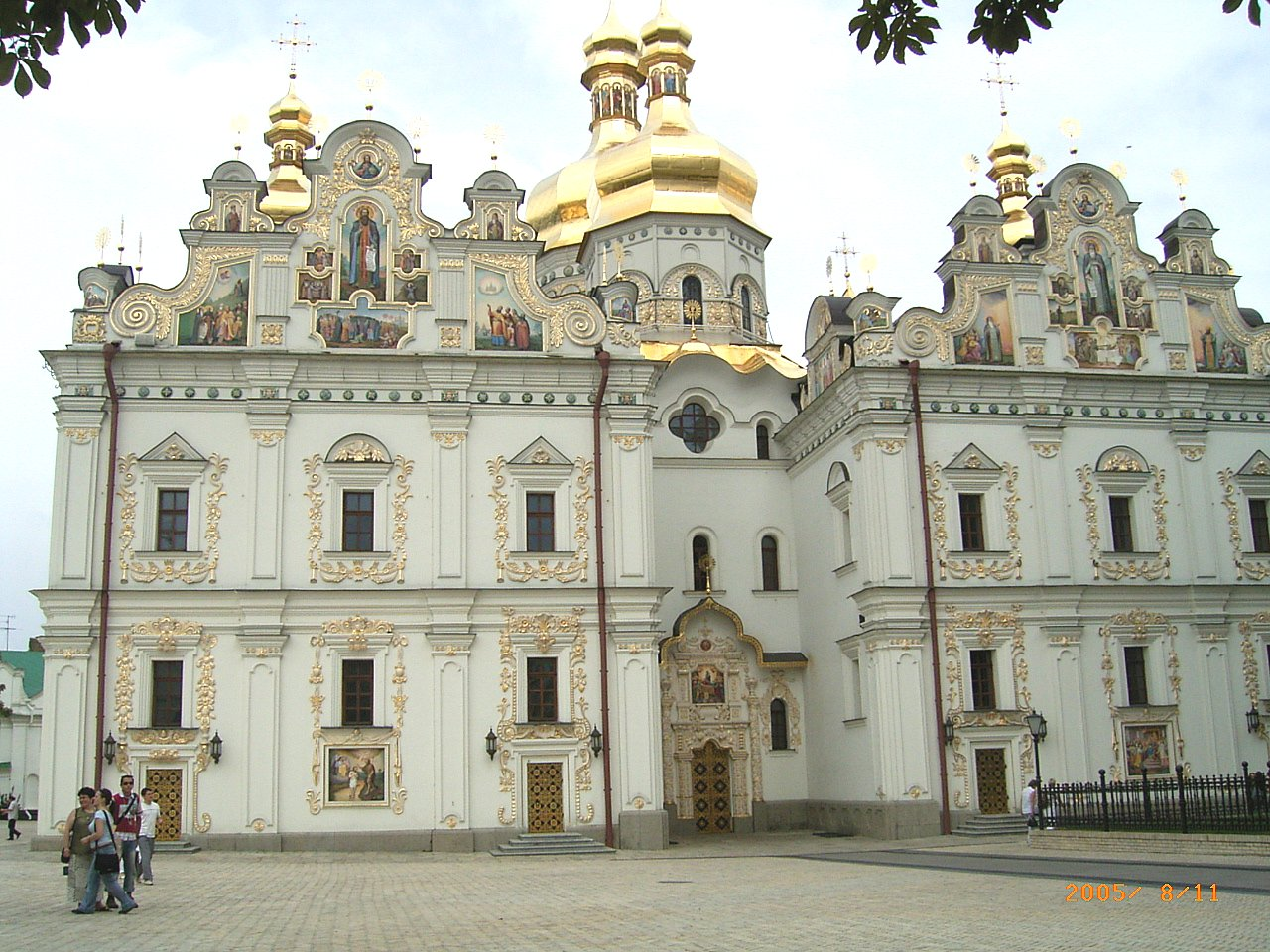
La reconstrucció de la Catedral de la Dormició, fotografia del 2005.

## Fundació i història primerenca
Segons les Primeres Cròniques o cròniques de Néstor, al segle xi, sant Antoni de Kíiv, un monjo de l'Església ortodoxa Grega del Monestir d'Esfigmenu al mont Atos, originari de Liubech del Principat de Txerníhiv, va tornar al Principat de Kíev o Rus de Kíev i es va establir a Kíiv com un missioner de la tradició monàstica del Principat de Rus de Kíev. Va triar un cova al mont Berestov que mirava al riu Dnièper i una comunitat de deixebles aviat hi va créixer. Knez Iziàslav I de Kíev va cedir tota la muntanya als monjos d'Antonite, que van fundar un monestir construït pels arquitectes de Constantinoble.

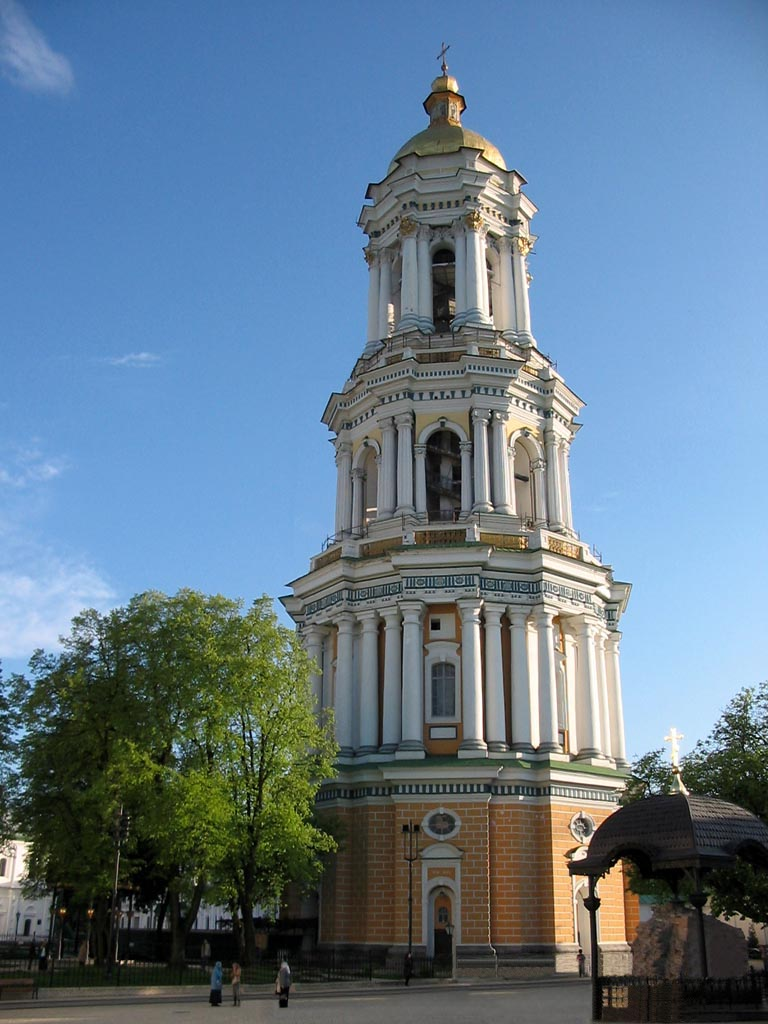
vista del gran campanar de la Lavra, amb els seus quatre nivells, de 2005.

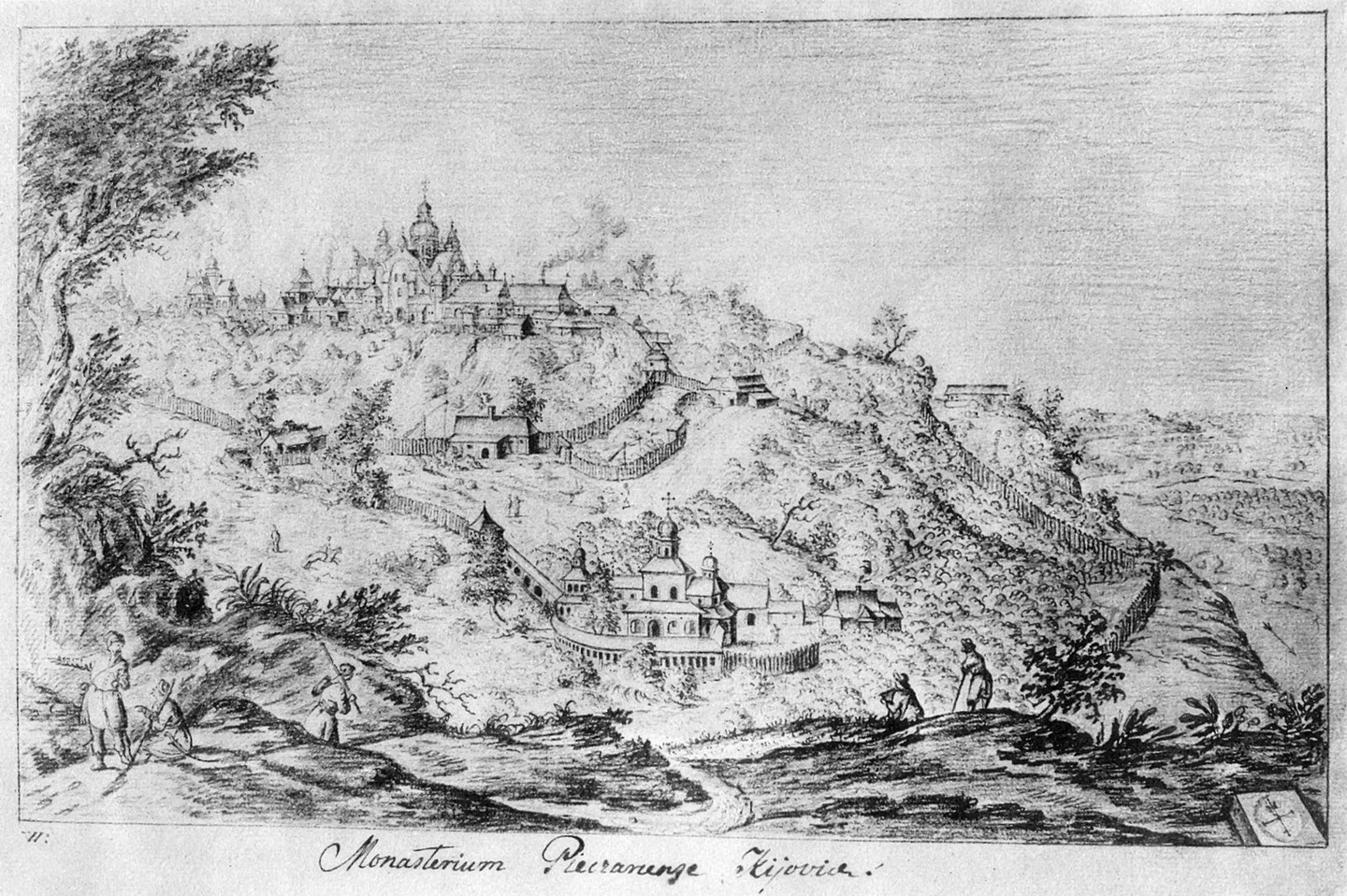
Prop de les Coves de la Lavra de Kíev. Esbós de l'artista neerlandès Abraham van Westerveldt realitzat en 1651.

## Edificis i estructures
El Monestir de les Coves de Kíiv conté nombrosos monuments arquitectònics, que van des dels campanars a les catedrals, a sistemes subterranis de coves i fortes pedres a les muralles. Les principals atraccions de la Lavra inclouen el Gran campanar Lavra, notable característica de l'horitzó de Kíiv, i la gran Catedral de l'Assumpció, destruïda en la Segona Guerra Mundial, i totalment reconstruïda en els últims anys. Altres esglésies i catedrals de la Lavra inclouen: el refetor de l'església, l'Església de Tots Sants, l'Església del Salvador a Berestove, l'Església de l'Exaltació de la Creu, de l'Església de la Trinitat, l'Església de la Nativitat de la Verge, l'Església de la Concepció de santa Anna, i l'Església que dona la vida a la primavera. La Lavra també conté moltes altres construccions, entre aquestes: el Monestir de Sant Nicolau, l'Acadèmia Teològica de Kíev i el Seminari, i el Mur de Debosquette.

### El Gran campanar de lalavra
El gran campanar de la lavra és una de les característiques més notables de l'horitzó de Kíiv. Quan es va acabar, després de quatre anys de construcció, el 1745, era el campanar més alt de la ciutat. Va ser dissenyat per l'arquitecte Johann Gottfried Schädel. És un edifici en estil neoclàssic que consta de quatre nivells, coronada per una cúpula daurada. Té una alçada total de 96,5 metres.

### Porta de l'Església de la Trinitat
La porta de l'Església de la Trinitat es troba sobre les Portes Sagrades, que acullen l'entrada del monestir. Segons una llegenda, aquesta església va ser fundada pels Txerníhiv, i el príncep Sviatoslav. Va ser construïda sobre una antiga església.

### Església del Salvador a Berestove

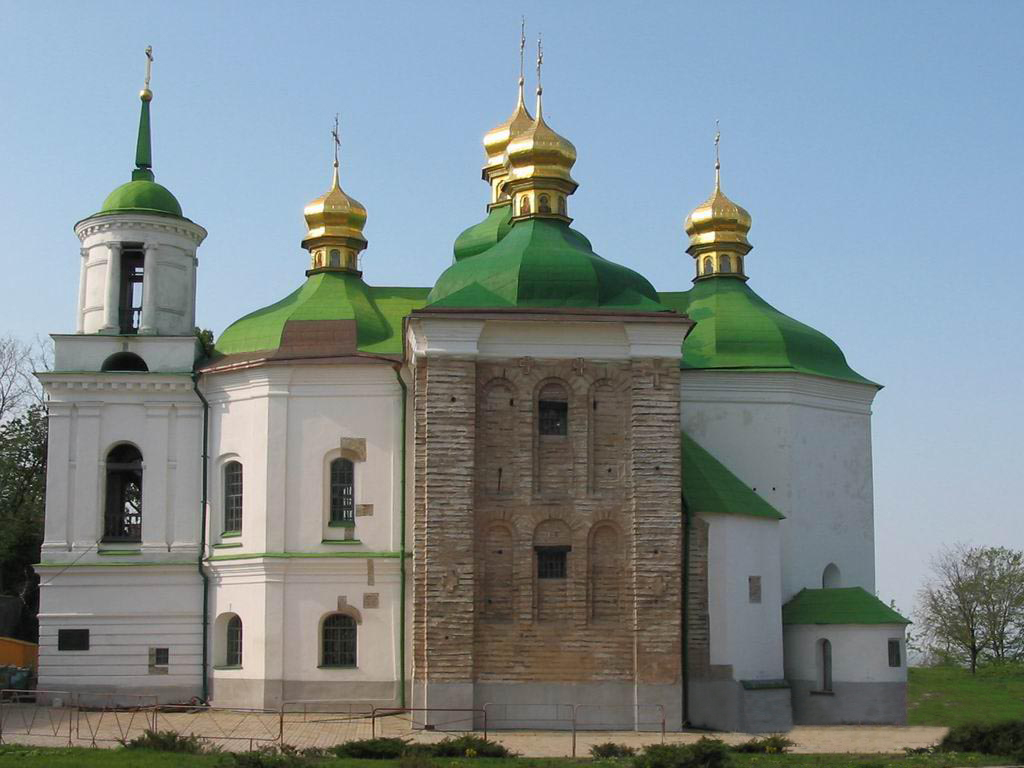
Vista lateral de l'Església del Salvador a Berestove i el seu campanar, dissenyat per l'arquitecte Andrii Melenskyi en estil clàssic.

L'Església del Salvador a Berestove està situada al nord de la Lavra de les Coves de Kíiv. Va ser construïda al poble de Berestove a la tornada del segle xi, durant el regnat del príncep Vladímir Monòmac. Més tard, es va usar com a mausoleu de la dinastia Monomakh, incloent-hi també la tomba de Iuri Dolgoruki, el fundador de la dinastia de Moscòvia. No obstant trobar-se fora de les fortificacions de la lavra, l'Església del Salvador a Berestove és part del conjunt del Monestir de les Coves de Kíiv.

### Coves

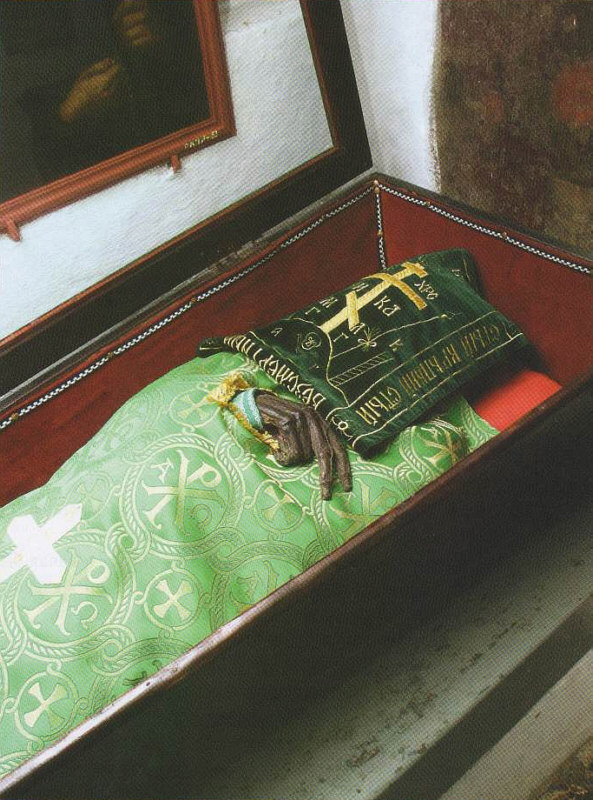
Relíquia incorrupta del sant Ilià Muromets al Monestir de les Coves de Kíev.

El Monestir de les Coves de Kíiv comprèn un sistema molt complex de cavernes i estrets passadissos subterranis (d'un a 1,5 metres d'ample i 2,2 metres a 2,5 m d'alt), juntament amb nombroses habitatges i capelles subterrànies. El 1051, el prevere sant Antoni de Kíev s'havia establert en una cova antiga en un dels turons que envolten el Monestir de les Coves de Kíiv. Aquesta cova, aparentment, va créixer amb nombroses addicions, inclosos els passadissos i una església, i és ara el que es coneix com a Les coves llunyanes. El 1057, Antoni es va traslladar a una cova prop de la Lavra alta, ara anomenada Les coves properes.
Els viatgers estrangers dels segles xvi i xvii havien escrit que les catacumbes de la lavra s'estenien en centenars de quilòmetres, i arribaven fins a Moscou i Nóvgorod, Kíiv, cosa que havia, aparentment, provocat el coneixement de les Coves de Kíiv arreu al món.

## Sepulcres

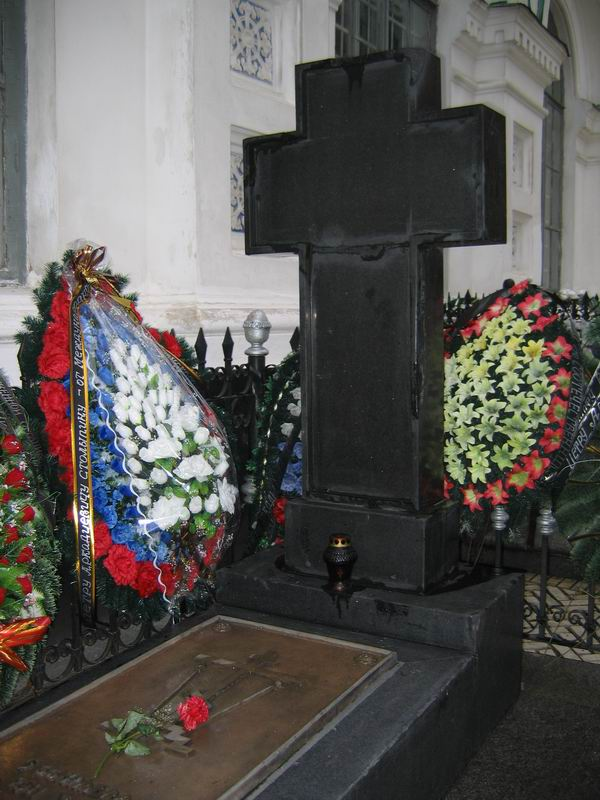
Tomba de Piotr Stolýpin.

- Ilià Muromets - a les coves (segle XI-XII).
- Néstor el Cronista - prop de les coves (ca. 1114).
- Sant Kukxa - prop de les coves (ca. 1114).
- Alipy de les Coves - prop de les coves (ca. 1114).
- Agapit de les Coves - prop de les coves (ca. segle xi).
- Oleh, fill de Volodýmyr II Monomakh - a l'església del Salvador a Berestove (al voltant del s. XII).
- Eufèmia de Kíev, filla de Volodýmyr II Monomakh - a l'església del Salvador a Berestove (1139).
- Iuri Dolgoruki - a l'Església del Salvador a Berestove (1157).
- Skirgaila - Regent i Gran Duc de Lituània (1397).
- Vassily Kotxubei (Василiй Леонтiйович Кочубей) - prop del refetor de l'església (1708).
- Ivan Iskra (Іва́н І́скра) - prop del refetor de l'església (1708).
- Piotr Stolýpin - prop del refetor de l'església (1911).

Durant l'era soviètica, els cossos momificats dels sants que eren a les coves van quedar al descobert a causa de la indiferència o animadversió del règim envers la religió. No obstant això, després de la caiguda de la Unió Soviètica, els cossos van ser coberts amb un drap i fins avui romanen en el mateix estat.

## Museu
La lavra de Coves de Kíiv és també un dels majors museus d'Ucraïna. La part visitable comprèn els conjunts de les coves altes i les coves llunyanes, territoris de la lavra que acullen més de 100 relíquies arquitectòniques del passat. La col·lecció dins de les esglésies i les coves inclou articles de metalls preciosos, gravats, retrats de l'alt clergat i fotografies rares de la jerarquia de l'Església. L'exposició principal conté objectes dels segles xvi a principi del segle xx, que inclouen calzes, crucifixos, i tèxtils amb costura i brodat dels mestres d'Ucraïna. La resta de la col·lecció consta de peces de la Casa d'impressió de la Lavra i icones del taller de pintura del monestir.
El museu també ofereix visites guiades de les catacombes, que contenen restes momificades de sants ortodoxos o de les seves relíquies.